# Push Barman to Open Old Wounds
Push Barman to Open Old Wounds es el título de un álbum recopilatorio de la banda escocesa de música pop Belle and Sebastian publicado en 2005. El álbum contiene toda la colección de EP que la banda publicó hasta la fecha con la discográfica Jeepster Records; Dog on Wheels (1997), Lazy Line Painter Jane (1997), 3.. 6.. 9 Seconds of Light (1997), This Is Just a Modern Rock Song (1998), Legal Man (2000), Jonathan David (2001) y I'm Waking Up to Us (2001).

## Lista de canciones

### Disco 1
1. "Dog on Wheels"
2. "The State I Am In"
3. "String Bean Jean"
4. "Belle and Sebastian"
5. "Lazy Line Painter Jane"
6. "You Made Me Forget My Dreams"
7. "A Century of Elvis"
8. "Photo Jenny"
9. "A Century of Fakers"
10. "Le Pastie de la Bourgeoisie"
11. "Beautiful"
12. "Put the Book Back on the Shelf"
13. "Songs for Children" (hidden track)

### Disco 2
1. "This Is Just a Modern Rock Song"
2. "I Know Where the Summer Goes"
3. "The Gate"
4. "Slow Graffiti"
5. "Legal Man"
6. "Judy Is a Dick Slap"
7. "Winter Wooskie"
8. "Jonathan David"
9. "Take Your Carriage Clock and Shove It"
10. "The Loneliness of a Middle Distance Runner"
11. "I'm Waking Up to Us" (Produced by Mike Hurst and Belle and Sebastian)
12. "I Love My Car"
13. "Marx and Engels"